# Нехочуха
«Нехочуха» — рисованный мультипликационный фильм для детей. История про мальчика-лентяя, который очутился в стране Нехочухии и, увидев Великого Нехочуху, излечился от лени.

## Сюжет
Главным героем является безымянный мальчик, который, вернувшись домой из школы, на все просьбы его бабушки отвечает только одно: «Не хочу!» Он фантазирует о стране, где «ничего не надо делать, только играть. И чтобы никаких бабушек! Одни роботы». Неожиданно комната, где он находится, исчезает, и перед ним появляется робот, который приветствует мальчика, говоря, что он попал в страну Нехочухию, в которой не надо ничего делать, надо только получать удовольствия. Сама Нехочухия представляет собой один сплошной парк развлечений со всевозможными аттракционами и игровыми автоматами.
Робот даёт мальчику пирожные и мороженое, которыми тот быстро объедается, включает одновременно шесть экранов с мультиками (показаны мультфильмы «Ну, погоди!», «Трям! Здравствуйте!», «Прогулка кота Леопольда», «Винни-Пух», «Малыш и Карлсон» и «По дороге с облаками»), даёт поиграть на игровых автоматах. Очень скоро мальчику всё это наскучивает: его тошнит от сладостей, от телевизоров кружится голова, а аттракционы просто перестают вызывать интерес. Сам робот, в свою очередь, каждый раз, когда мальчик, которому наскучивает то или иное, произносит: «Не хочу!», отвечает: «Молодец! Будешь как Великий Нехочуха!»
Далее робот привозит мальчика в местную комнату смеха, где мальчик воодушевляется тому, как искажается его облик в кривых зеркалах. В какой-то момент робот привозит его к зеркалу, в котором мальчик превращается в жирного увальня, но неожиданно позади него появляется другой такой же увалень, и, обернувшись, мальчик обнаруживает, что увалень реален — это заплывший жиром лентяй средних лет, который не в силах пошевелить даже рукой. Увалень приветствует мальчика, попутно сообщая, что это он и есть — Великий Нехочуха, друг всех лентяев.
Опомнившись, мальчик с ужасом вдруг осознаёт, что Великий Нехочуха — это не кто иной, как он сам в будущем. С криком: «Не хочу быть Нехочухой!» мальчик пытается сбежать, но вездесущий робот Великого Нехочухи всячески ловит его. В какой-то момент, мальчик, спасаясь, кричит: «Я хочу!», и от этой фразы падает в обморок Великий Нехочуха, а робот мальчика ломается. Когда вездесущий робот поднимает хозяина и даёт валидола, тот потом говорит, что в его стране слово «Я хочу» говорить нельзя.
В конечном итоге вездесущий робот Великого Нехочухи загоняет мальчика на американские горки, где он и просыпается, когда его будит бабушка, которая, шутки ради, в какой-то момент называет внука Нехочухой, чем вгоняет мальчика в панику. После этого он говорит бабушке, что приберётся в комнате, и что отныне в их семье слово «не хочу» запрещено.

Робот мальчика. Художник К. Крижановская, 2025.

## Создатели
- Авторы сценария: К. Парсамян, Армен Ватьян
- Режиссёр: Юрий Бутырин
- Художник-постановщик: Александр Елизаров
- Оператор: Владимир Милованов
- Звукооператор: Нелли Кудрина
- Роли озвучивали:
  - Зоя Пыльнова — мальчик-«нехочуха»
  - Вячеслав Невинный — Великий Нехочуха
  - Татьяна Ленникова — Бабушка
- Художники-мультипликаторы: Светлана Сичкарь, Михаил Першин, Борис Тузанович, Александр Федулов, Андрей Колков, Семён Петецкий
- Художники: Зоя Кредушинская, Игорь Медник, Лидия Денисова, Т. Агафонова, Елена Караваева, И. Жигаловская, Жанна Корякина
- Монтажёр: Галина Дробинина
- Редактор: Алиса Феодориди
- Музыкальный редактор: Л. Рыбакова
- Директор: Зинаида Сараева

## Музыка
В мультфильме использована мелодия «Yakety Axe» в исполнении гитариста Чета Аткинса, две музыкальных темы из мультфильма «Замок лгунов» («Фонограмма номер один» и «Вестерн») в исполнении группы Апельсин, композиция Юрия Чичкова из кинофильма «Новые приключения Дони и Микки», а также мелодия из песни Аллы Пугачёвой «Делу время…», в исполнении эстрадного оркестра латвийского радио п/у Раймонда Паулса.

## Анализ
Отмечалось, что зачастую авторы мультфильмов пытаясь расширить художественное поле фильма, добиваются лишь эклектики в смысловом и изобразительном ряде, а дидактическая цель становится не достигнутой:

То же, по сути, произошло с фильмом «Нехочуха». Стихия развлекательности так захлестнула фильм, что бедный Нехочуха, предназначенный послужить отрицательным примером нерадивого ребёнка, вызывает, скорее, сострадание. Большинство трюковых ситуаций, в которые попадает герой, по своей логике противоречат конечной морали…— журнал «Детская литература», 1988 год
Филолог А. В. Сидоренко подчёркивает воспитательную цель «Нехочухи» и называет этот мультфильм «главной мультипликационной антиутопией 1980-х».
Педагог О. Гордийчук считает, что поведение «невыносимого и ленивого» главного героя может использоваться для анализа учениками начальной школы уже после первого просмотра.
Педагоги Е. В. Гордиенко и др. считают, что мультфильм формирует у старших дошкольников умение оценивать своё эмоциональное состояние, правила вежливого поведения, навыки контроля эмоций.
Педагог Е. А. Кривонос советует применять «Нехочуху» на уроках русского языка как иностранного, поскольку герои мультфильма произносят несложные предложения с использованием множества интонационных моделей: главный герой произносит фразу «Не хочу» семью способами, каждый раз вкладывая в неё другой смысл.
Педагоги Т. Н. Князева и Е. В. Сидорова, говоря о мультфильмах, которые можно использовать в работе с детьми с синдромом дефицита внимания и гиперактивностью, называют «Нехочуху» как мультфильм, способствующий развитию волевых качеств.
По мнению педагогов В. Н. Шебеко и М. С. Мельникова, на основе словесной информации персонажей мультфильма у детей старшего дошкольного возраста происходит формирование знания о здоровье.
Филолог А. А. Коростелёва представляет робота из «Нехочухи» в качестве примера стереотипного коммуникативного поведения роботов в детском кино: ему свойственны повторы высказываний, однообразие и обеднённость речевых конструкций, «военизированность» (армейский жест отдания чести).